# 杜納耶茨河

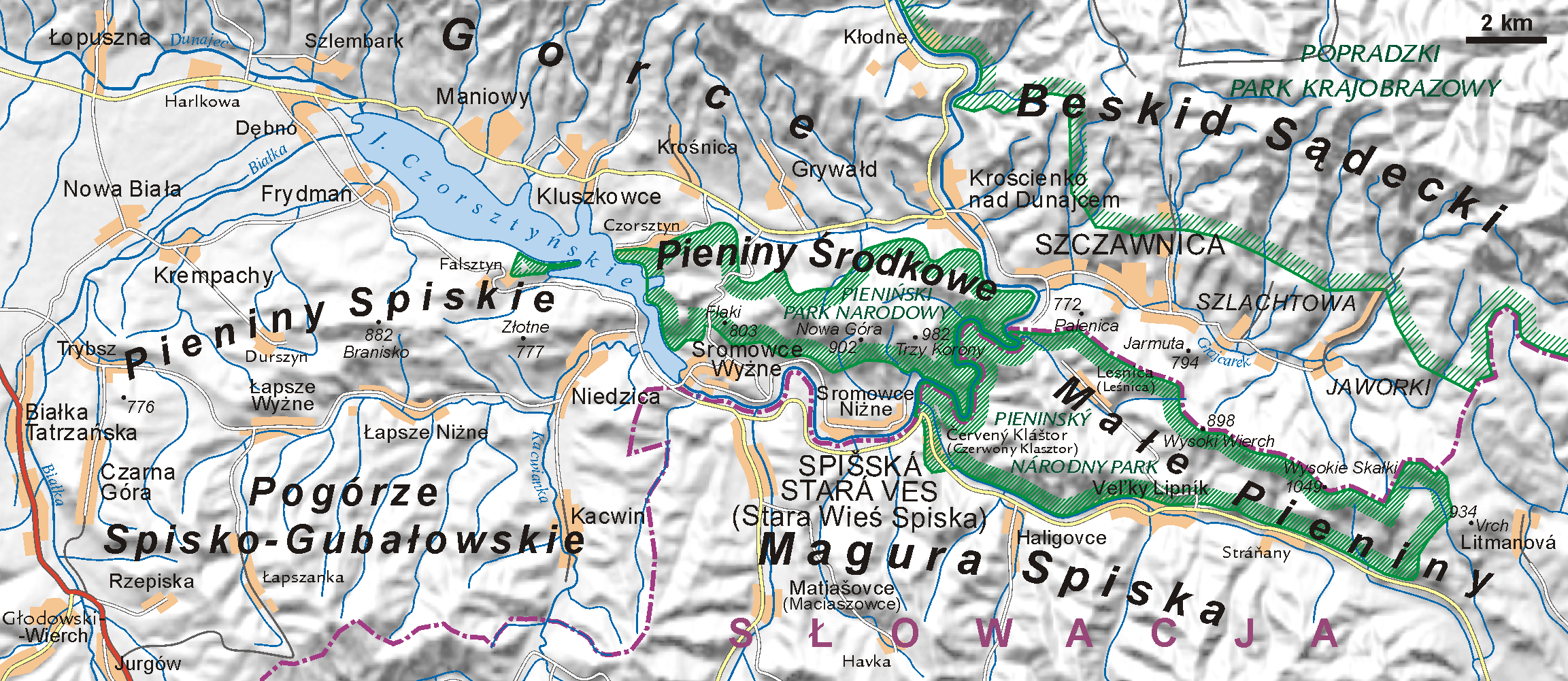
杜納耶茨河成為波蘭和斯洛伐克的邊界

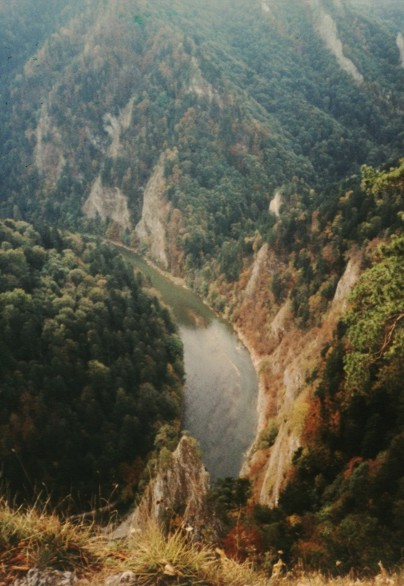
杜納耶茨河

杜納耶茨河（Dunajec River）是波蘭南部的河流，是維斯瓦河的右支流。河道總長274公里，流域總面積6,804平方公里︰波蘭段長247公里，流域面積4,852平方公里；斯洛伐克段長27公里，流域面積1,952平方公里。
杜納耶茨河是波蘭第14長河流，也是斯洛伐克境內唯一通往波羅的海的河流。